# Cédric Brunner
Cédric Brunner (ur. 17 lutego 1994 w Zollikonie) – szwajcarski piłkarz występujący na pozycji obrońcy w niemieckim klubie Schalke 04. Wychowanek FC Zürich, w trakcie swojej kariery grał także w Arminii Bielefeld. Młodzieżowy reprezentant Szwajcarii.